# 道頓堀プール
道頓堀プール（どうとんぼりプール）は、大阪府大阪市で計画されていた娯楽施設。

## 概要
大阪市の中心部を流れる道頓堀に、全長1キロメートルのプールを設置する計画であった。この計画は大阪府市特別顧問であった堺屋太一の発案から始められた。地元の商店会や南海電鉄によって「道頓堀プール準備室」が構成されて計画が進められ、2012年7月31日に基本計画が発表された。この中では、2015年夏の開業を目指して競泳や遊泳ができる世界的な名所を作るとされていた。堺屋は計画発表の記者会見で「大阪のど真ん中に見たこともない巨大なプールをつくり、観光客を呼び込みたい」と述べた。構想では、道頓堀川自体をプールとするのではなく、川面に発泡スチロール製の浮力材を付けた布製の「布函」（ふかん）を浮かべて水槽とし（布函1つのサイズは長さ30メートル×12- 15メートル（川幅相当）×深さ1.1 - 1.4メートルで、それをチャックで接合）、そこに水道水を満たすというスタイルであった。
2013年4月1日には、地元の関係者ら14人によって準備会社である「道頓堀プールサイドアベニュー設立準備株式会社」が設立される。設立に際しては商店街の役員らが100万円を拠出した。この計画の総事業費は約30億円で、道頓堀川の開削から400年の節目となる2015年に開業が目指されていた。2013年10月10日には事業計画発表会が開かれ、技術的な問題、美的な問題、経済的な問題は大体クリアできていると堺屋が表明した。堺屋は、開業してから2020年までには確実に東京オリンピックよりは大きな経済効果が出る、と主張した。
2013年時点の事業計画では、2015年6月末から9月上旬までの期間限定でオープンさせる予定であった。この前後の期間には道頓堀周辺で音楽やダンスやパフォーマンスを行うイベントの開催も企図された。入場料は1時間3,000円以上になると予想されていた。準備会社社長は、「とびっきり上等で高級にしたい。プールサイドに自動販売機を置くのではなくて、びっくりするくらいの美人なお姉さんや男前が並んでフルサービスをする。 『シンガポールスリング』ではなく『とんぼりスリング』みたいな独特なモノを作って、『一度道頓堀プールに行って飲んでこないと』、と言ってもらえるようなプールになってほしい。」という構想を述べたこともあった。アンケートでは泳ぎたくないという答が多かったが、どのような物か知られていないからであろうと社長は見ていた。
2014年10月6日までに固められた計画では、このプールは当初の計画から10分の1の規模に縮小させた80メートルのプールとして開業させ、2015年8月から1か月間限定でオープンさせることとなった。
しかし、2015年1月29日に準備会社は出資者に対して計画断念の意向を伝えた。読売新聞の報道によれば、必要な事業資金30億円が集まらなかったことに加え、夏場に運航に支障が出るとする観光船事業者との調整が困難となったことがその理由とされた。また、毎日放送テレビの『ちちんぷいぷい』は1月30日の放送で、計画を進めていくうちにプールを運営するには水質管理の問題や事故が起こる可能性などのリスクが明らかになったことと、レジャープールは水面の4倍ほどの陸地がなければ客はゆったりできないが道頓堀川にはそのようなスペースがないことを、中止の原因とした。
堺屋が死去した直後の2019年2月11日に、ニッポン放送の『飯田浩司のOK! Cozy up!』に出演した須田慎一郎が追悼コメントの中でプール構想に触れ、堺屋は「大阪を元気にする」手段としてプールを構想し、阪神ファンが飛び込んだり「汚い川」といった悪いイメージを変えることも理由だったと紹介するとともに、利害関係者（特に屋形船業者）との調整が不調で頓挫したと述べた。